# Bradić
Bradić (izvirno srbsko Брадић) je naselje v Srbiji, ki upravno spada pod Mesto Loznica; slednje pa je del Mačvanskega upravnega okraja.

## Demografija
V naselju živi 673 polnoletnih prebivalcev, pri čemer je njihova povprečna starost 41,2 let (39,9 pri moških in 42,5 pri ženskah). Naselje ima 258 gospodinjstev, pri čemer je povprečno število članov na gospodinjstvo 3,26.
To naselje je, glede na rezultate popisa iz leta 2002, večinoma srbsko.
|  |

| Demografija | Demografija     | Demografija     |
| Leto        | Št. prebivalcev | Št. prebivalcev |
| ----------- | --------------- | --------------- |
|             |                 |                 |
|             |                 |                 |
|             |                 |                 |
|             |                 |                 |
| 1948        | 1399            |                 |
| 1953        | 1414            |                 |
| 1961        | 1268            |                 |
| 1971        | 1121            |                 |
| 1981        | 1027            |                 |
| 1991        | 948             | 900             |
| 2002        | 889             | 841             |
|             |                 |                 |

| Etnična sestava po popisu iz leta 2002 | Etnična sestava po popisu iz leta 2002 | Etnična sestava po popisu iz leta 2002 | Etnična sestava po popisu iz leta 2002 | Etnična sestava po popisu iz leta 2002 |
| -------------------------------------- | -------------------------------------- | -------------------------------------- | -------------------------------------- | -------------------------------------- |
| Srbi                                   | Srbi                                   |                                        | 836                                    | 99,40%                                 |
| Ukrajinci                              | Ukrajinci                              |                                        | 2                                      | 0,23%                                  |
| Neznano                                | Neznano                                |                                        | 3                                      | 0,35%                                  |